# Lewis Sheldon
Ne doit pas être confondu avec Sheldon Lewis.
Pour les articles homonymes, voir Sheldon.
Lewis Sheldon (né le 9 juin 1874 à Rutland et décédé le 18 février 1960 à Biarritz en France) est un athlète américain spécialiste des sauts excepté le saut à la perche. Il était affilié au New York Athletic Club.

## Biographie
Diplômé de l’Université Yale, Sheldon est capitaine de l’équipe d’athlétisme. Fils d’un père représentant de cycles en France, Sheldon déménage à Paris et s’inscrit au Racing Club de France. Inscrit aux Championnats de France d'athlétisme 1899, il termina premier des concours des saut en hauteur, saut à la perche, saut en longueur, et poids.
Un an plus tard, lors des Jeux olympiques de 1900, Sheldon participe en tant que représentant du New York Athletic Club. Il mène par la suite une carrière de banquier et d’apporteur d’affaires, se déplaçant fréquemment entre la France et les Etats-Unis. Il crée à Biarritz une association en soutien aux militaires lors de la seconde guerre mondiale et décède en 1960 à Biarritz.
L’historien Clément Genty s’intéresse à ce personnage et renouvelle la concession de sa tombe au cimetière de Biarritz, tombe allant être relevée. La fédération française de saut sans élan s’est déplacée en 2021 à Biarritz pour placer une plaque à sa mémoire sur sa sépulture.

## Liens externes

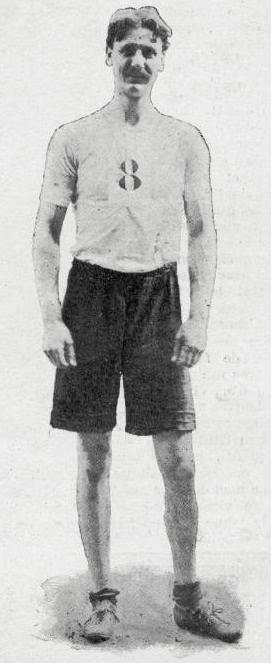
Lewis Sheldon, licencié au RCF, premier aux concours des championnats de France de saut en hauteur, saut à la perche, saut en longueur, et poids, en 1899.

### Palmarès
| Date | Compétition           | Lieu  | Résultat | Épreuve                    | Performance |
| ---- | --------------------- | ----- | -------- | -------------------------- | ----------- |
| 1900 | Jeux olympiques d'été | Paris | 3e       | Saut en hauteur sans élan  | 1,50 m      |
| 1900 | Jeux olympiques d'été | Paris | 4e       | Saut en longueur sans élan | 3,02 m      |
| 1900 | Jeux olympiques d'été | Paris | 3e       | Triple saut                | 13,64 m     |
| 1900 | Jeux olympiques d'été | Paris | 4e       | Triple saut sans élan      | 9,45 m      |

### Records
| Épreuve          | Performance | Lieu  | Date |
| ---------------- | ----------- | ----- | ---- |
| Saut en longueur | 6,92 m      |       | 1895 |
| Triple saut      | 13,64 m     | Paris | 1900 |